# Anice Badri
Anice Badri (Lyon, 18 september 1990) is een Frans voetballer die als aanvaller speelt. Hij speelt sinds 2013 bij Royal Mouscron-Péruwelz.

## Clubcarrière
Badri verruilde in januari 2013 het tweede elftal van Lille OSC om zijn kans te wagen bij het Belgische Royal Mouscron-Péruwelz, dat op dat moment in de tweede klasse speelde. In mei 2014 slaagde RMP erin om zich via de eindronde te verzekeren van promotie. Badri debuteerde op 27 juli 2014 in de Jupiler Pro League tegen RSC Anderlecht. Badri scoorde na 62 minuten de gelijkmaker. Anderlecht bleek echter te sterk voor de promovendus en scoorde nog tweemaal in het laatste halfuur.

## Statistieken
| Seizoen         | Club                    | Competitie      | Competitie | Competitie | Play-offs | Play-offs | Beker | Beker | Totaal | Totaal |
| Seizoen         | Club                    | Competitie      | Wed.       | Dlp.       | Wed.      | Dlp.      | Wed.  | Dlp.  | Wed.   | Dlp.   |
| --------------- | ----------------------- | --------------- | ---------- | ---------- | --------- | --------- | ----- | ----- | ------ | ------ |
| 2010-2011       | Monts d'Or Azergues     | CFA             | 5          | 1          | —         | —         | 0     | 0     | 5      | 1      |
| 2010-2011       | Lille OSC B             | CFA             | 21         | 3          | —         | —         | 0     | 0     | 21     | 3      |
| 2011-2012       | Lille OSC B             | CFA             | 17         | 6          | —         | —         | 0     | 0     | 17     | 6      |
| 2012-2013       | Lille OSC B             | CFA             | 2          | 0          | —         | —         | 0     | 0     | 2      | 0      |
| 2012-2013       | Royal Mouscron-Péruwelz | Tweede klasse   | 8          | 1          | 5         | 1         | 0     | 0     | 13     | 2      |
| 2013-2014       | Royal Mouscron-Péruwelz | Tweede klasse   | 26         | 5          | 5         | 3         | 0     | 0     | 31     | 8      |
| 2014-2015       | Royal Mouscron-Péruwelz | Eerste klasse   | 22         | 6          | 0         | 0         | 0     | 0     | 21     | 6      |
| 2015-2016       | Royal Mouscron-Péruwelz | Eerste klasse   | 11         | 2          | 0         | 0         | 0     | 0     | 11     | 2      |
| Carrière totaal | Carrière totaal         | Carrière totaal | 97         | 22         | 10        | 4         | 0     | 0     | 107    | 26     |

1 Ben Mustapha ·
2 S. Ben Youssef ·
3 Benalouane ·
4 Meriah ·
5 Haddadi ·
6 Bedoui ·
7 Khaoui ·
8 F. Ben Youssef ·
9 Badri ·
10 Khazri ·
11 Bronn ·
12 Maâloul ·
13 Sassi ·
14 Ben Amor ·
15 Khalil ·
16 Mathlouthi  ·
17 Skhiri ·
18 Srarfi ·
19 Khalifa ·
20 Chaalali ·
21 Nagguez ·
22 Hassen ·
23 Sliti ·
Coach: Maâloul